# Turalići (Kakanj, BiH)
Turalići su naseljeno mjesto u općini Kakanj, Federacija Bosne i Hercegovine, BiH.

## Stanovništvo

### 1991.
Nacionalni sastav stanovništva 1991. godine, bio je sljedeći:
ukupno: 339
- Muslimani - 336
- ostali, neopredijeljeni i nepoznato - 3

### 2013.
Nacionalni sastav stanovništva 2013. godine, bio je sljedeći:
ukupno: 222
- Bošnjaci - 222